# Celso Strocchi
Celso Strocchi (Ravenna, 1913 – Ravenna, 12 dicembre 1943) è stato un partigiano italiano.
Nato da una famiglia di operai, di professione fabbro, durante il regime fascista si avvicina per educazione ed indole alle tesi dell'opposizione comunista.
Di carattere franco e aperto, non dissimula le sue idee critiche del regime, e ben presto - su segnalazione di un informatore, che lo aveva sollecitato ad esprimere le sue idee politiche sul posto di lavoro - viene incarcerato per poi essere liberato a seguito della caduta del fascismo il 25 luglio 1943.

Iscritto al PCI, con l'armistizio dell'8 settembre entra nella Resistenza.

Nell'officina di casa sua aggiusta le prime e poche armi che i partigiani riescono a procurarsi, partecipando come protagonista anche ad alcune delle prime azioni gappiste di città.
Il 28 ottobre 1943 attenta alla vita del Console della Milizia Michele Troiano in pieno centro a Ravenna, assieme a Mario Gordini.

Ricercato dai fascisti, individuato ed arrestato, viene torturato presso la sede della Federazione fascista di Ravenna perché riveli la struttura del movimento clandestino cui apparteneva.

Non ottenendo nulla, viene ucciso con un colpo di pistola alla nuca, chiuso in un sacco e abbandonato in un fosso, ove viene rinvenuto il giorno successivo con il volto reso quasi irriconoscibile dalle percosse.
In suo onore nel 1944 fu intitolato un Distaccamento della "28ª Brigata Garibaldi "Mario Gordini"".